# Донецко-Криворожская советская республика

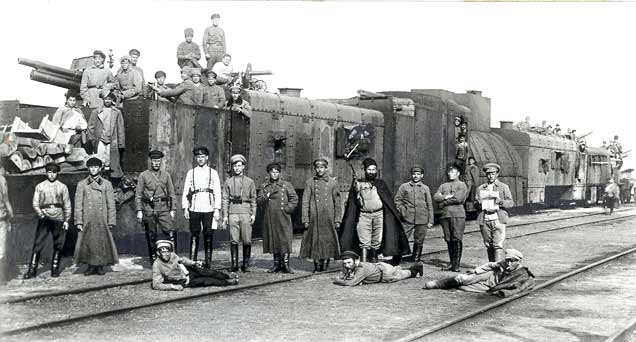
Вооружённые силы Донецко-Криворожской республики, бронепоезд «Гром», Енакиево, начало 1918 года.

Донецко-Криворожская советская республика (ДКСР) — политическое образование, провозглашённое на территории Донецкого и Криворожского бассейнов 12 февраля 1918 года, как автономия в составе РСФСР. Месяц спустя, в марте 1918 года, было объявлено о включении территории республики в состав Украинской Советской Республики.
В апреле оккупирована немецко-австро-венгерскими войсками. Окончательная официальная ликвидация произошла в феврале 1919 года. В различных документах ДКСР также именовалась как:
- Донецкая Республика
- Донецкая Республика Советов[5]
- Республика Донецкого и Криворожского (в некоторых документах — Криворогского) бассейнов[4]
- Федеративная Республика Донбасс[4]
- Донецкая Федерация[4]
- Южно-Донецкая республика[6]

В устном и неформальном общении употреблялись следующие названия:
- Донкривбасс
- Кривдонбасс
- Республика Донбасс

## Создание
Провозглашена 30 января (12 февраля) 1918 года на IV областном съезде Советов рабочих депутатов Донецкого и Криворожского бассейнов в Харькове.
На съезде с докладом об организации власти в Донбассе и Криворожье выступил большевик С. Васильченко, придерживавшийся мнения, что в основе создания Советского государства должен лежать принцип территориально-производственной общности областей. Свой взгляд на организацию власти во всей Советской России он изложил так: «По мере укрепления Советской власти на местах федерации Российских Социалистических Республик будут строиться не по национальным признакам, а по особенностям экономически-хозяйственного быта. Такой самодовлеющей в хозяйственном отношении единицей является Донецкий и Криворожский бассейн. Донецкая республика может стать образцом социалистического хозяйства для других республик». С. Васильченко настаивал на создании автономной Донецко-Криворожской республики, выделении её из состава Украины (Украинской Народной Республики Советов) и включении в состав Советской России. Его предложения активно поддержал Артём (Ф. Сергеев) и большинство делегатов съезда, принявших постановление «По вопросу о выделении Донецкого Бассейна». Провозглашённая автономия претендовала на Екатеринославскую, Харьковскую и часть территории Херсонской губернии, а также территорию нынешней Ростовской области с Ростовом-на-Дону, Таганрогом, Новочеркасском.
В Исполнительный комитет Республики было избрано 11 человек (7 большевиков, 3 эсера и 1 меньшевик). 14 февраля был избран Совнарком республики под председательством Артёма (Сергеева).
Предыстория

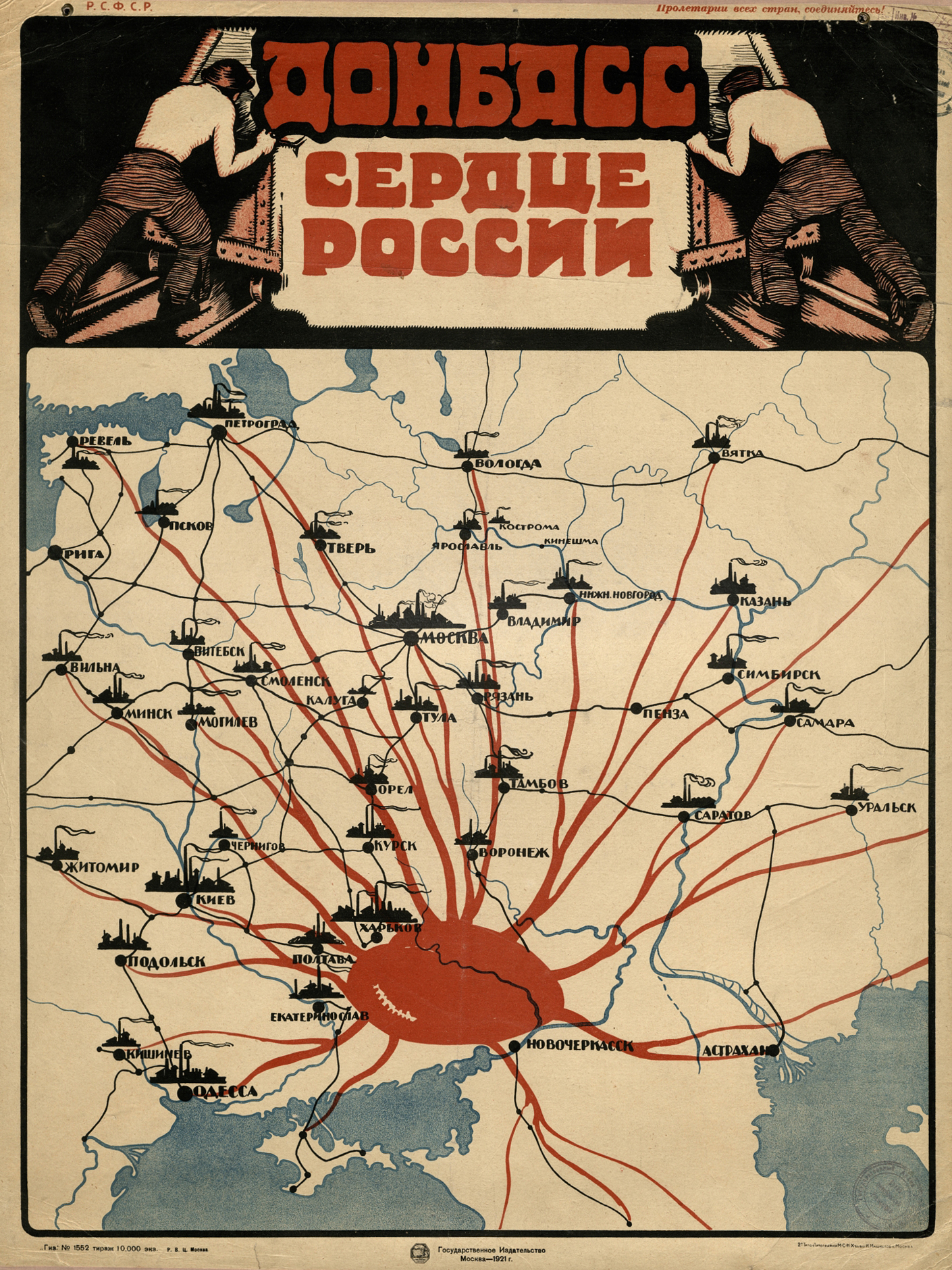
Советский агитационный плакат «Донбасс — сердце России»

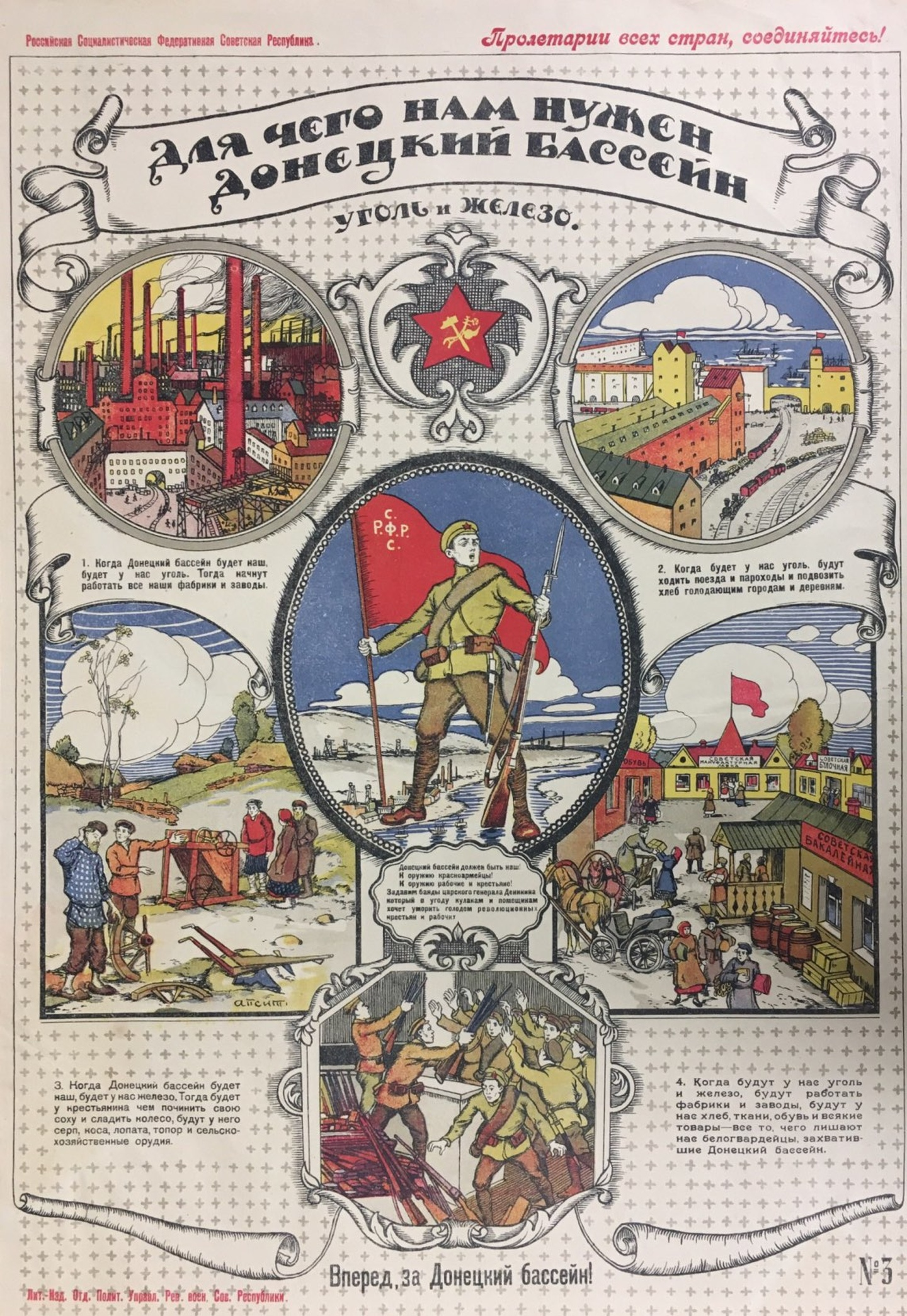
«Для чего нам нужен Донецкий бассейн». Советский агитплакат

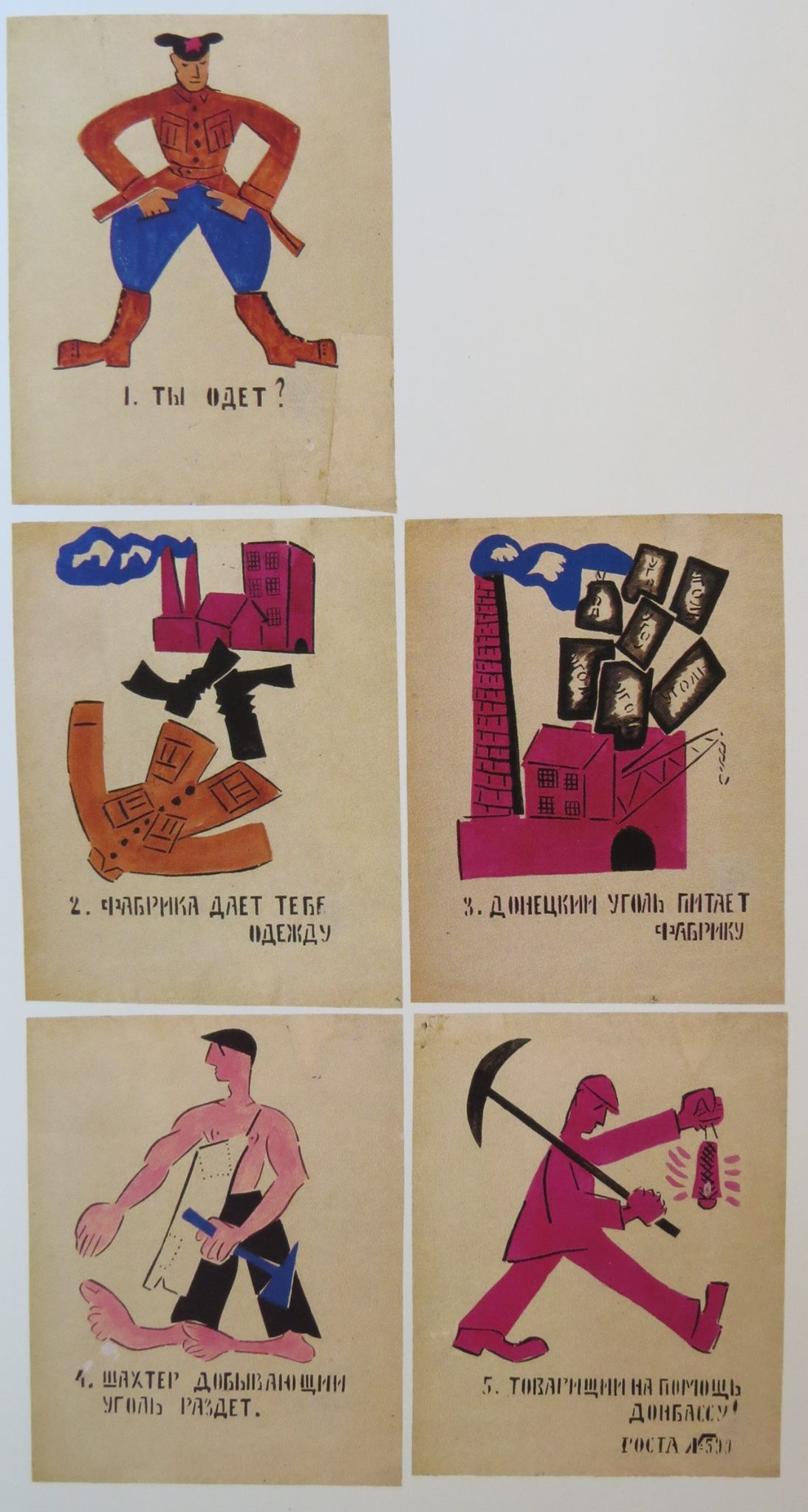
Окна РОСТА. Рисунки и строки Маяковского о помощи шахтёрам Донбасса

Значительный вклад в развитие идеи административного обособления Донецкого угольного бассейна и Криворожского рудного района внёс ещё в царское время Совет Съезда горнопромышленников Юга России (ССГЮР). Промышленников не устраивало разделение цельного Донецко-Криворожского промышленного региона на три административные единицы — Екатеринославскую, Харьковскую губернии и автономную Область Войска Донского. Уже с конца XIX в. предприниматели начали указывать на его «экономическую неделимость» в составе России. Уже к Февральской революции 1917 года в Донецко-Криворожском регионе сложился консенсус экономических и политических элит по поводу необходимости объединить угольные и металлургические районы края в единую область со столицей в Харькове или Екатеринославе. Осуществлением этой идеи стало создание в марте 1917 года особого Донецкого комитета (руководитель — инженер М. Чернышов).
4 (17) марта в Киеве прошёл Всеукраинский съезд, на котором была образована Центральная Рада. Был проведён ряд съездов, по итогам которых Рада выдвинула требование об автономии, включающий в себя создание армии, который был Временным правительством отвергнут. 16 июня был создан Генеральный Секретариат Центральной Рады, прообраз украинского правительства. 28 июня в Киев приехали министры Временного правительства Керенский, Церетели и Терещенко. 3 июля 1917 года был издан 2 Универсал Рады, согласно которому она отказывалась от автономии, Генеральный Секретариат признавался органом Временного правительства. 4 августа 1917 года Временное правительство выпустило «Временную инструкцию Генеральному Секретариату Временного управления на Украине», согласно которой территория Рады ограничивалась составам 5 губерний: Киевской, Волынской, Подольской, Черниговской и Полтавской (за исключением Мглинского, Суражского, Стародубского и Новозыбковского уездов).
4 марта 1917 года в Юзовке прошли выборы в городской совет. В совет были избраны 400 депутатов, в исполнительный комитет совета было избрано 50 человек в основном эсеры, меньшевики, бундовцы, анархисты, украинские националисты, беспартийные, председателем горсовета был избран меньшевик Косенко Константин Андреевич. Для охраны общественного порядка в городе была создана милиция во главе с эсером Желондиком.
25 апреля — 6 мая 1917 года в Харькове состоялся 1 областной съезд Советов рабочих депутатов Донецкой и Криворожской областей, на котором завершился процесс административного объединения Харьковской и Екатеринославской губерний, Криворожского и Донецкого бассейнов. Область разбили на 12 административных районов, в каждый из которых входило 10—20 местных советов. При формировании новой области игнорировалось старое административное деление Российской империи — в неё вошли Макеевка — город Шахты (ныне Ростовская обл.), а также земли Войска Донского с северо-запад по юго-запад и примыкающие к Мариуполю и Таганрогу земли, которые принадлежали Области Войска Донского, а также Кривой Рог, относившийся к Херсонской губернии. Председателем Совета и Исполкома Донецко-Криворожского объединения был избран эсер Лазарь Голубовский.
15 (28) июня 1917 Центральная рада провозгласила автономию Украины в составе России.
Возник спор между Временным правительством и Центральной Радой о распространении юрисдикции последней не только на земли Малороссии, но и на Новороссию и часть Донбасса, руководство ССГЮР обратилось к Временному правительству с настоятельным требованием не допустить передачи «южной горной и горнозаводской промышленности — основы экономического развития и военной мощи государства» под контроль «провинциальной автономии и может быть даже федерации, основанной на резко выраженном национальном признаке». Глава ССГЮР Николай фон Дитмар указывал 1 (14) августа: «Весь этот район как в промышленном отношении, так и в географическом и бытовом представляется совершенно отличным от Киевского. Весь этот район имеет своё совершенно самостоятельное первостепенное значение для России, живёт самостоятельною жизнью, и административное подчинение Харьковского района Киевскому району решительно ничем не вызывается, а наоборот, как совершенно не отвечающее жизни, такое искусственное подчинение только осложнит и затруднит всю жизнь района, тем более, что это подчинение диктуется вопросами не целесообразности и государственными требованиями, а исключительно национальными притязаниями руководителей украинского движения». Комиссия Временного правительства 4 (17) августа направила Генеральному секретариату (правительству) Центральной Рады «Временную инструкцию», согласно которой правомочность Генерального секретариата распространялась лишь на 5 из 9 заявленных губерний — Киевскую, Волынскую, Подольскую, Полтавскую и Черниговскую, да и то за исключением нескольких уездов. В апреле 1918 года, когда к Харькову подступали немецкие войска, именно на этот документ ссылался Артём (Ф. А. Сергеев), обосновывая правомерность границ между Донецкой республикой и УНР, правительство которой пригласило оккупационные войска.
В июне большевики объединили все свои организации в Юзовке и Макеевке, главой райкома стал Я. Залмаев. Большевистские агитаторы вели пропагандистскую работу в городе выступая против Городской управы. Первый конфликт большевиков с представителями городской власти произошёл 25 июня 1917 года когда большевики пытались выступить на митинге в поддержку временного правительства, на митинге меньшевики призывали расправиться с большевиками «которые вонзили нож в спину российской революции». Когда Залмаев и Алфёров направились к трибуне, население кричало «Изменники революции! Немецкие шпионы! Позор…» Во время выступления Залмаева конная милиция под командованием эсера Клюева напала на большевистскую группу, порвала её знамёна, стащила с трибуны Залмаева и арестовала его вместе с другими большевиками. Другая группа милиционеров во главе с меньшевиком Лёгким разгромили помещение в котором находился Юзовский комитет большевиков и арестовали всех находящихся там людей. На экстренном заседании Юзовского совета 8 июля большинство депутатов объявило большевиков изменниками родины, потребовали их объявить вне закона, и выгнать из совета. После чего Юзовский комитет РСДРП(б) действовал подпольно.
11-12 августа на собрании большевиков выступил вернувшийся с Петрограда делегат VI съезда РСДРП(б) Залмаев, обсуждалась подготовка к восстанию и захвату власти в Юзовке. В дальнейшем были созданы боевые группы Красной гвардии, ревком, в который вошли Д, Корниенко, Я. Залмаев, П. Алфёров, Ф. Зайцев. В сентябре 1917 года на выборах в Юзовский совет большевики набрали одну треть. Членами президиума стали Я. Залмаев, Ф. Зайцев, в исполком были избраны 4 большевика.
4 сентября 1917 года лидер большевистского обкома Артём (Ф. А. Сергеев) заявил на совещании фабрично-заводских комитетов в Харькове: «…В настоящее время мы порвали с Временным правительством и приступили к образованию своей власти, к организации которой будет привлечён весь Донецкий бассейн». 7 сентября он телеграфировал в ЦК РСДРП о создании «революционного штаба»: «Штаб — верховный орган, не подчинённый Временному правительству и сосредоточивший в себе всю власть на местах. Фактически это было декретированием республики Харьковской губернии».
Осенью 1917 года Центральная рада начала вести переговоры с Донским правительством о помощи в наведении порядка в угольных районах. 
25 октября 1917 года в Петрограде произошла Октябрьская революция, в ответ на это на Украине был создан Краевой комитет охраны революции ответственный перед УЦР. 31 октября на заседании Юзовского совета большевистская фракция вынесла резолюцию о поддержке СНК (большинство депутатов не поддержали её) и выступили за запрет вывоза угля из Юзовки в Россию. В ответ на это большевики приняли решение вынести свою резолюцию о поддержке Октябрьской революции на предприятия. Большевистскую резолюцию поддержали рабочие котельно-мостового цеха, электрического цеха, шахтёры Новосмоляновского рудника, Семёновской шахты № 1, Рутченковских копей, Афонских и Новогригорьевских копей, рабочие завода Боссе.
17 ноября исполком Юзовского совета был переизбран, председателем был избран Я. Залмаев, товарищем председателя П. Алфёров, секретарь Ф. Зайцев. Части красной гвардии заняли банк, почту, телеграф, железнодорожную станцию, во все эти учреждения были назначены комиссары. В центре города на первой линии красноармейцы заняли здание, где разместили штаб красной гвардии. Начальником штаба стал Н. М. Гаргаев. Отряды Гаргаева, Деревянко, Евдокимова разоружили городскую милицию. Председатель городского исполкома Семён Львович Иейте и большинство депутатов были отстранены от власти.
16 (29) ноября орган власти Донецко-Криворожской области — исполком местных советов — принял официальную резолюцию: «Развернуть широкую агитацию за то, чтобы оставить весь Донецко-Криворожский бассейн с Харьковом в составе Российской Республики и отнести эту территорию к особой, единой административно-самоуправляемой области».
17 (30) ноября пленум Облисполкома отверг III Универсал Центральной Рады, заявившей претензии на Донецкий и Криворожский бассейн и потребовал проведения референдума по вопросу самоопределения края.
На III областном съезде Советов в декабре 1917 года руководство Советом полностью перешло к большевикам: председателем Совета был избран Б. Магидов, а Президиума Исполкома — С. Васильченко, члены РСДРП(б).

## Реакция на создание республики
Местные Советы неоднозначно оценили создание Донецко-Криворожской Советской Республики. Бахмутский и Юзовский Советы поддержали, в Екатеринославе городской Совет был против создания республики, а районный — за.
За два месяца до провозглашения Донецко-Криворожской Советской Республики (11—12 (24—25) декабря 1917 года) в Харькове состоялся альтернативный Первый Всеукраинский съезд Советов рабочих, солдатских и крестьянских депутатов, который провозгласил Украину советской республикой (республикой Советов рабочих, крестьянских, солдатских и казачьих депутатов). В альтернативном съезде участвовали 127 делегатов, покинувших Киевский съезд Советов, и 73 делегата III Чрезвычайного съезда Донецко-Криворожского бассейна, проходившего в Харькове. 19 декабря 1917 (1 января 1918) года Совет народных комиссаров РСФСР признал Народный секретариат УНРC единственным законным правительством Украины.
12 февраля 1918 года на 4 съезде Советов рабочих и солдатских депутатов Донецкого бассейна и Криворожского района постановляют «Донецкий бассейн и Криворожский район составляют автономную область Украинской республики как части Всероссийской Федерации Советских Республик».
Большинство советских историков утверждали, что провозглашение самостоятельной Донецко-Криворожской республики противоречило указаниям Ленина, и ЦК российской партии большевиков неодобрительно отнёсся к выделению Донбасса и Криворожья в отдельную республику. Отрицательное отношение Ленина к этим действиям будто бы высказано в письме к Г. Орджоникидзе от 14 марта. В телеграммах, адресованных представителям Совета Народных Комиссаров на Украине, В. Ленин требовал «сурового соблюдения суверенитета Советской Украины, невмешательства в деятельность ЦИК Советов Украины, тактичности в национальном вопросе, заботы об укреплении сотрудничества Украинской и Российской Советских республик».
Такого же мнения придерживался и председатель ВЦИК Я. Свердлов. 17 февраля он, отвечая на телеграмму Артёма (Ф. Сергеева), в которой сообщалось о создании Донецко-Криворожской республики и о выделении её из состава Советской Украины, направил ему телеграмму: «Выделение считаем вредным».
Однако 18 февраля в Харьков поступило письмо из Секретариата ЦК РСДРП(б) за подписью Е. Стасовой: «Уважаемые товарищи… Приветствуем вас за ту последовательную линию, которую вы провели при формировании СНК».
Владимир Корнилов, ссылаясь на мемуары свидетелей и участников тех событий, утверждает, что Ленин и значительная часть ЦК РСДРП(б) были заранее осведомлены о намерениях местных большевиков (в первую очередь Артёма (Ф. Сергеева)) и не имели принципиальных возражений против провозглашения Донецкой республики, в отличие от И. Сталина, отвечавшего в ЦК за национальный вопрос. Как бы то ни было, руководство Советской России де-факто признало Донецкую республику и поддерживало официальную переписку с её органами.
Также Валентина Астахова и Виктор Шевченко, ссылаясь на воспоминания Б. Магидова, Е. Репельской-Артём, М. Скрыпника, чётко утверждают, что Ленин одобрил идею создания ДКСР.
На пленуме ЦК РКП(б) 15 марта 1918 года, прошедшем на фоне разворачивающейся оккупации территории Украины австро-германскими войсками, в присутствии В. И. Ленина и представителей Советской Украины Артёма (Ф. Сергеева), В. Затонского и В. Шахрая было обстоятельно рассмотрено положение на Украине, взаимоотношения между Народным секретариатом УНРС и Совнаркомом Донецко-Криворожской советской республики. Постановление Пленума также свидетельствует об отрицательном отношении ЦК к обособлению Донецко-Криворожской советской республики. Пленум решительно заявил, что Донбасс является частью Украины, и обязал всех партийных работников Украины, в том числе Донецкого и Криворожского бассейнов: а) принять участие в созывавшемся в Екатеринославе II Всеукраинском съезде Советов, б) создать на этом съезде единое правительство для всей Украины, в) всем партийным работникам Украины сообща работать над созданием единого фронта обороны против наступавших австро-германских оккупантов. Представителем ЦК РКП(б) на Украине был утверждён Г. Орджоникидзе.

## Территория

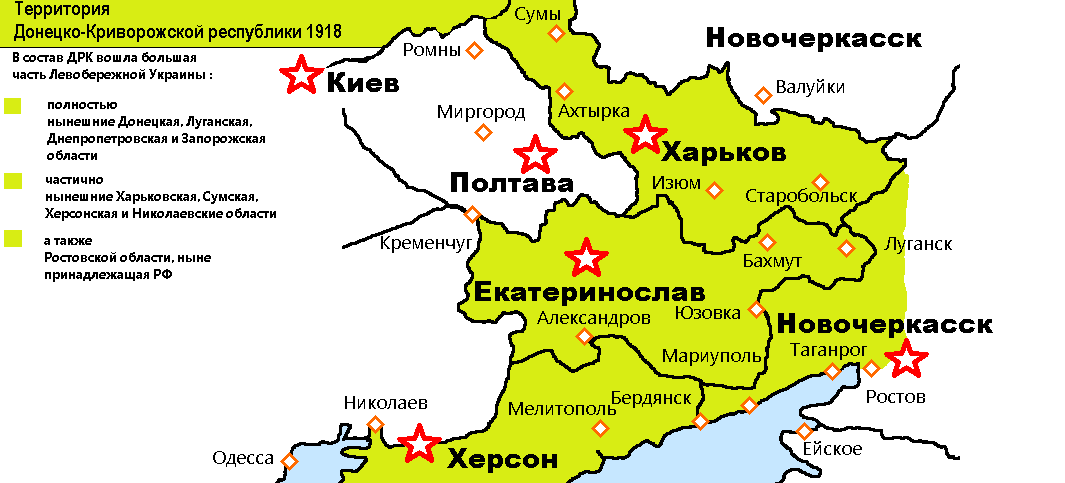
Донецко-Криворожская советская республика, 1918

Границы республики были заявлены в обращении СНК ДКСР от 6.04.1918.
В состав республики де-юре вошли территории Харьковской и Екатеринославской губерний (целиком), часть Криворожья Херсонской губернии, часть уездов Таврической губернии (до Крымского перешейка) и прилегающих к ним промышленных (угольных) районов области Войска Донского, город Шахты и по линии железной дороги Ростов-Лихая (фактически всё Левобережье). Сейчас это нынешние Донецкая, Луганская, Днепропетровская и Запорожская области, а также частично Харьковская, Сумская, Херсонская, Николаевская Украины и российская Ростовская.
Столицей республики был Харьков, затем Луганск.
- Екатеринославская губерния (ДКСР)
- Харьковская губерния (ДКСР)
- Донецкая губерния (ДКСР)
- Луганский район

## Правительство

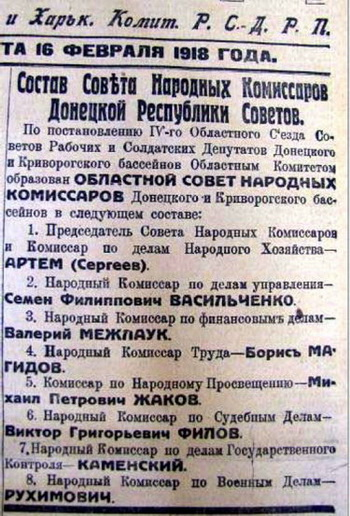
Состав СНК ДКСР, февраль 1918

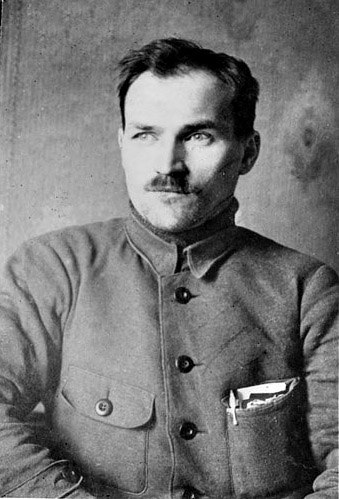
Артём (Ф. А. Сергеев). Харьковский большевик, основатель Донецко-Криворожской Советской Республики

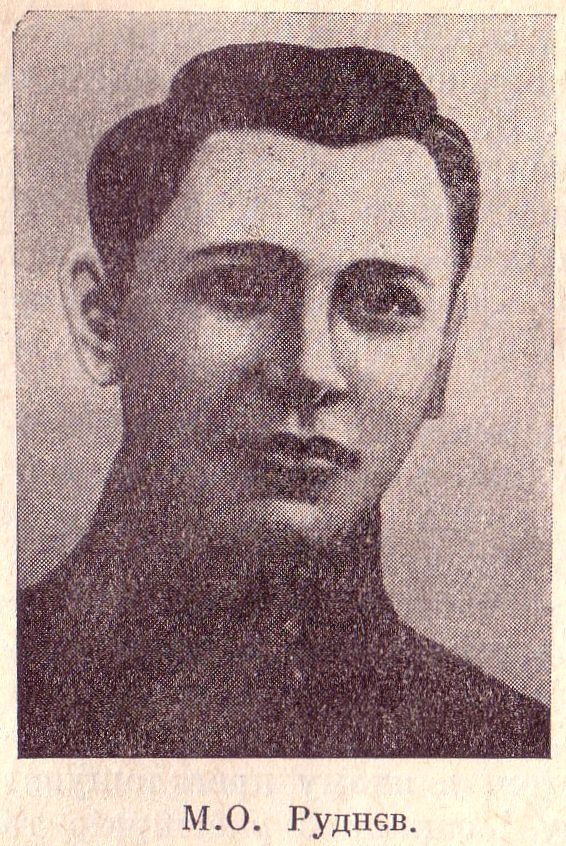
Николай Руднев — один из организаторов армии ДКСР. Убит под Царицыном

Правительство республики — Совет народных комиссаров — было сформировано 14 февраля 1918 года. Первоначальный состав:
- Председатель Совета народных комиссаров — Ф. А. Сергеев (более известный как «товарищ Артём»).
- Народный комиссар по делам внутреннего управления — С. Ф. Васильченко (заместитель С. К. Крюков).
- Народный комиссар по делам финансов — В. И. Межлаук.
- Народный комиссар труда — Б. И. Магидов.
- Народный комиссар народного просвещения — М. П. Жаков.
- Народный комиссар по судебным делам — В. Г. Филов (5 марта заместителем наркома назначен Мартын Межлаук).
- Народный комиссар по военным делам — М. Л. Рухимович (22 февраля заместителем наркома назначен Николай Руднев).
- Народный комиссар госконтроля — А. З. Каменский.

После правительственного кризиса и групповой отставки М. Жакова, В. Филова, С. Васильченко, произошедшей 29 марта, СНК в апреле (после переезда в Луганск) пополнился членами местного СНК:
- Заместитель председателя, нарком без портфеля — Ю. Х. Лутовинов («Иван»).
- Нарком продовольствия — И. И. Алексеев («Кум»).
- Нарком внутреннего управления — И. К. Якимович.[28]
- Нарком юстиции — А. И. Червяков.
- Нарком просвещения — Я. А. Истомин.[29]
- Нарком почт и телеграфов — И. С. Кожевников.
- Нарком общественных имуществ — А. И. Пузырёв.[30]
- Управделами СНК — А. Повзнер.[31]

Главным экономическим органом республики стал Южный Областной Совет Народного Хозяйства (ЮОСНХ).
Реформы
В республике были проведены территориальная реформа по экономическому признаку, а также судебная реформа — введены единые формы судопроизводства. Были введены налоги для крупных предпринимателей, но при этом были возвращены ранее конфискованные средства частных банков. Было введено бесплатное обучение для детей бедноты и открыты курсы ликбеза, была разработана программа по созданию детских летних лагерей.
В республике была национализирована крупная промышленность — в частности, металлургические заводы, ликвидированы акционерные общества, национализированы шахты и рудники.

## Германо-австрийская оккупация
9 февраля 1918 года Украинская Народная Республика и Центральные державы подписали сепаратный мирный договор, и менее чем через неделю после провозглашения Донецкой республики германо-австрийские войска по приглашению правительства УНР вступили на территорию Украины для защиты её от Советской России и начали масштабное и быстрое продвижение на восток. Уже 1 марта они были в Киеве. 18 марта немецкие войска вошли в пределы ДКСР.

Когда началось наступление немцев, председатель правительства — Артём — послал ультиматум императору Вильгельму, где предупреждал, что в случае нарушения границ Донецко-Криворожской советской республики, которая никакого отношения к Украине не имеет, республика будет считать себя в состоянии войны с Германией.

Этот документ на четвертушке бумаги со смазанным лиловым штампом был доставлен главнокомандующему наступающих германских войск генералу Эйхгорну. — Толстой А. Н. Хлеб (Оборона Царицына). Глава шестая, 3
Для отпора оккупационным войскам был организован набор добровольцев в Красную Армию Донбасса. Первым командующим армии был выбран А. И. Геккер (затем П. Баранов, А. Круссер). Из-за неравенства сил, однако, вооружённые отряды Донецко-Криворожской Республики были вынуждены отступать.
19 марта на 2-м Всеукраинском съезде Советов в Екатеринославе было принято решение объединить все советские государственные образования на территории, на которую претендовала Украинская Народная Республика, в Украинскую Советскую Республику для создания единого фронта против вторжения. Артём как представитель Донецко-Криворожской республики, присутствовавший на съезде, фактически признал это решение. Однако С. Васильченко, М. Жаков и В. Филов стали в оппозицию, настаивая на сохранении самостоятельности Донецко-Криворожской Советской Республики, и подали в отставку.
В связи с продвижением немецких войск 7−8 апреля правительство Донецко-Криворожской Советской Республики было вынуждено переехать в Луганск, а 28 апреля было эвакуировано на территорию РСФСР (поход на Царицын).
К началу мая 1918 года украинские и австро-германские войска полностью заняли территорию Донецко-Криворожской советской республики, которая таким образом фактически прекратила существование.
27 августа 1918 года Советская Россия и Германия подписали дополнительный договор, одним из пунктов которого Донбасс был объявлен временно оккупированной немецкой территорией. В ноябре 1918 года Центральные державы признали своё поражение в Первой мировой войне. Их войска начали покидать оккупированные территории. В конце декабря в Харькове была фактически восстановлена власть Советов (которые, в частности, переименовали в январе 1919 центральную площадь Павловскую в площадь Розы Люксембург (убитой в Германии); тогда же был перенесён в столицу прах погибшего при обороне Царицына организатора армии ДКСР Николая Руднева (торжественно захоронен в центре Михайловской площади, переименованной советскими властями в площадь Руднева).

## Восстановление советской власти на Украине
3 января 1919 года 2-я Украинская советская дивизия заняла Харьков. Вскоре после этого сюда переехало Временное рабоче-крестьянское правительство Украины. С 6 января 1919 года Советская Украина стала именоваться Украинской Социалистической Советской Республикой. Украинская Социалистическая Советская Республика была провозглашена как самостоятельная республика 10 марта 1919 года на III Всеукраинском съезде Советов, прошедшем в Харькове; тогда же была принята первая Конституция УССР.
17 февраля 1919 года по предложению В. И. Ленина было принято постановление Совета Обороны РСФСР о ликвидации Донецко-Криворожской советской республики («Кривдонбасса»). Несмотря на это, некоторые партийные и советские работники Донбасса пытались её возродить, о чём сообщали в ЦК РКП (б) уполномоченные, выезжавшие на Украину. Сепаратистские тенденции выразились и в стремлении создать особое донецкое военное единство — Военно-революционный комитет Донецкого бассейна, который настаивал на предоставлении ему права организовать Реввоенсовет группы войск И. Кожевникова, действовавшей в Донбассе, чтобы таким образом иметь и свою, донецкую группу войск. Руководитель правительства Советской Украины X. Раковский выдвинул проект создания отдельного командования войск, действовавших в Донбассе и входивших в состав Южного фронта. На пост командующего он предлагал К. Ворошилова, а членом Реввоенсовета В. Межлаука (оба деятели бывшей Донецко-Криворожской республики) и одного представителя от Южного фронта. И Реввоенсовет Республики, и ЦК РКП (б), и В. И. Ленин отрицательно отнеслись к предложениям о создании донецкого единства. В телеграмме В. И. Ленина 1 июня 1919 г. на имя В. Межлаука и К. Ворошилова сообщалось, что Политбюро ЦК, вполне соглашаясь с Реввоенсоветом республики, «решительно отвергает план украинцев объединять 2-ю, 8-ю и 13-ю армии, создавать особое донецкое единство. Мы требуем, чтобы Ворошилов и Межлаук выполняли свою непосредственную задачу — создать крепкую украинскую армию».

## Флаг Донецко-Криворожской республики
В качестве флага ДКСР обычно использовалось красное революционное знамя.
Существует версия, что флагом Донецко-Криворожской Советской Республики был чёрно-сине-красный триколор, проект которого якобы был принят 27 апреля 1917 года на I Областном съезде Советов Донецкого и Криворожского бассейнов в Харькове: красный цвет символизирует кровь, пролитую в борьбе за свободу; тёмно-синий цвет — дух народа, а также воды Азовского и Чёрного моря; чёрный — плодородную землю Юга Малороссии и уголь Донбасса.
Однако В. Корнилов и Ю. Федоровский указывают, что это на самом деле флаг Интердвижения Донбасса, созданный в 1990-е годы, который никогда не был символом ДКСР.
Существует также версия О. Тарновского, что флаг Донецкой республики был красным с бело-зелёно-чёрным сектором в левом верхнем углу. Можно предположить, что свой «флаг Донецко-Криворожской советской республики» исследователь «реконструировал» по фотографии военной секции Луганского Совета рабочих депутатов 1917 года. Цвета герба г. Бахмута, возможно, были выбраны О. Тарновским из тех соображений, что 15-17 марта в Бахмуте состоялась первая конференция Советов Донбасса. Однако, при внимательном изучении оригинала фото, хранящегося в РГАКФД, можно понять, что «полосатый сектор» в левом верхнем углу - это на самом деле размытая надпись на флаге. Можно разобрать её начало: «Да здравствует...»

## Преемственность
30 марта 2014 года в Харькове руководитель Гражданского форума Юрий Апухтин заявил: «Все мы являемся наследниками Донецко-Криворожской и Одесской республик. Именно мы, а не какие-то недобитые бандеровцы, были и будем основой нашей страны».
9 февраля 2015 г. депутаты Народного совета ДНР приняли официальный Меморандм о том, что самопровозглашённая Донецкая Народная Республика ведёт свою правопреемственность от Донецко-Криворожской республики. Также на территории Донецкой области, подконтрольной ДНР проводятся празднования памятных дат связанных с Донецко-Криворожской республикой(митинги, возложения цветов к памятникам Артёму). Также в образовательных учреждениях Донецка проходили открытые уроки, в ходе которых демонстрировались политические карты и фотографии основателей ДКР. Таким образом российская пропаганда легитимизирует действия по отделению Донецкой и Луганской области от Украины:
Соответственно, и то, что получилось в 2014 г., – это вполне обоснованная исторически реакция на смертельную угрозу, которую начал продуцировать украинский проект после государственного переворота. Интересно, кстати, что этот закон работает не только по отношению к Донбассу: если посмотреть на карте, какие города приняли участие в «русской весне», – мы увидим очертания, воспроизводящие земли несогласных с украинским проектом ДКСР и Одесской республики.

## В художественной литературе
- Валентинов А. Капитан Филибер. Роман / авторская редакция. — М.: Эксмо, 2007. — 480 с. — (Стрела Времени: Миры Андрея Валентинова). — 5100 экз. — ISBN 978-5-699-24655-7.
- Полонский Р. Ф. Только хватило бы жизни… Повесть об Артёме. Пер. с укр. — М.: Политиздат, 1981. — 222 с.
- Корнилов Владимир. Донецко-Криворожская республика. Расстрелянная мечта / Власова Е.. — М.: Питер, 2017. — 800 с. — (Николай Стариков рекомендует прочитать). — ISBN 978-5-496-03067-0.